# さとうまこと
さとう まこと（1972年 - ）は、新潟県を中心に活動するテレビディレクター・ローカルタレント・ラジオパーソナリティ。

## 概要
新潟市出身。
テレビのアシスタントディレクターの職業にあこがれていた大学4回生の時にテリー伊藤に出会い、テリー伊藤の事務所に入る。
最初に就いた番組はテレビ東京の『浅草橋ヤング洋品店』。
厳しい修行を経て、バラエティ番組を中心に番組制作に携わる。
現在は新潟に帰郷し、テレビディレクターとして番組制作に関わる他、番組に自ら出演したり、ナレーションやイベント司会、ラジオパーソナリティなどの活動を行っている。

## 出演
- 『バックパッカー』（テレビ新潟[5]）
- 『Makoto Savanna』（FM PORT、2009年7月 - 2017年9月）